# Kahleah Copper
Pour les articles homonymes, voir Copper.
Kahleah Copper est une joueuse de basket-ball américaine, née le 28 août 1994 à Philadelphie (Pennsylvanie).

## Biographie

### Carrière universitaire
En 2012-2013, elle est élue dans le meilleur cinq des freshman de la Big East Conference. L'année suivante, elle est élue meilleure joueuse du WNIT. Elle se met en valeur à deux reprises face aux Huskies du Connecticut avec 20 et 22 points. En junior, elle est meilleure marqueuse de Rutgers et intègre le second meilleur cinq de la conférence. En senior, elle figure dans le meilleur cinq de la Big East et marque 10 points ou plus dans 30 des rencontres qu'elle dispute.
En carrière, elle finit troisième marqueuse de l'histoire des Scarlet Knights après les seules Cappie Pondexter et Sue Wicks.

### WNBA
Elle est draftée en septième position par les Mystics de Washington. Elle réalise une saison rookie très correcte avec 6,2 points et 3,1 rebonds de moyenne, des aptitudes remarquées en attaque comme en défense et une adresse à trois points de 46,7%. En février 2017, elle est impliquée dans le transfert d'Elena Delle Donne aux Mystics, qui l'envoie au Sky de Chicago.
Malgré une saison régulière 2021 moyenne (16 victoires - 16 défaites), elle parvient à remporter un titre de champion avec le Sky de Chicago qui s'impose en finales 3 à 1 face au Mercury de Phoenix,. Avec ses 17 points (dont 22 points durant la 3e manche) avec une adresse de 50 %, 1,3 interception et 5,5 rebonds de moyenne, la meilleure marqueuse du Sky en saison régulière et en play-offs est désignée meilleure joueuse des Finales WNBA.

### Étranger
Elle effectue sa première expérience à l'étranger en Belgique, pays de sa coéquipière WNBA Emma Meesseman, au lieu d'un pays plus réputé « parce que c’est ma première expérience en Europe et que, pour l’occasion, je voulais jouer dans un bon club, avec de bonnes personnes. Braine me semble répondre à ce profil. Je sais que les ambitions sont élevées, et que le club veut réaliser le doublé coupe-championnat tout en allant le plus loin possible sur la scène européenne, mais qu’en même temps c’est resté un club humain. C’est important de se sentir bien lorsqu’on débarque dans l’inconnu ».
Pour 2017-2018, elle joue en Pologne avec Basket Gdynia. Elle signe durant l'été 2018 avec le club turc d'Ormanspor.

## Clubs

### NCAA
- 2012-2016 : Scarlet Knights de Rutgers

### WNBA
- 2016 : Mystics de Washington
- 2017-2023 : Sky de Chicago
- 2024- : Mercury de Phoenix

### Étranger
- 2016-2017 :  Mithra Castors Braine
- 2017-2018 :  Basket 90 Gdynia
- 2018-2019 :  OGM Ormanspor Ankara
- 2019-2020 :  AZS AJP Gorzów Wielkopolski
- 2020-2021 :  Elitzur Ramla
- 2021-2022 :  CB Avenida Salamanque
- 2023-2024 :  Çukurova BK Mersin

## Palmarès

### En club
- Meilleur cinq des freshmen  la Big East (2013[2])
- Second cinq de la Big East (2015[2])
- Meilleur cinq de la Big East (2016[2])
- WNBA Finals MVP (2021)
- Championne WNBA 2021[5].
- Meilleure joueuse des Finales WNBA 2021

### En sélection nationale
- Médaille d’or de la Coupe du monde 2022
- Médaille d’or aux Jeux olympiques de Paris 2024